# Чези (Терни)
Чези је насеље у Италији у округу Терни, региону Умбрија.
Према процени из 2011. у насељу је живело 640 становника. Насеље се налази на надморској висини од 448 м.